# トヨタプレゼンツ 秋元康のドラマティックドライブ〜いつも誰かと〜
『トヨタプレゼンツ 秋元康のドラマティックドライブ〜いつも誰かと〜』（トヨタプレゼンツ あきもとやすしのドラマティックドライブ〜いつもだれかと〜）は、TBSラジオをキーステーションに放送されていた一話完結物語形式のラジオドラマ。放送期間は2006年10月19日から2008年9月22日。

## 概要
当初の番組タイトルは『トヨタプレゼンツ ドライブのように』で、平日の帯番組『あべこうじのポッドキャスト番長』の「すっぴん番長」枠で毎週木曜日に放送されていた。また、毎回出演者や脚本家を替えて放送していたが、2006年12月21日から一話完結はそのまま、秋元康を脚本・監修に迎え『トヨタプレゼンツ 秋元康の人生はドライブ』と改題。『ポッドキャスト番長』終了後の2007年4月2日からは単独番組となり、タイトルと放送時間帯が変更された。
『ポッドキャスト番長』で放送されていた頃はポッドキャスティング配信も行っており、放送終了後に聞くことが出来た。
トヨタ自動車の一社提供。毎回劇中にトヨタの商品が登場し、実質的なインフォマーシャルも兼ねていた。

## ストーリーテラー（進行役）
- 神田山陽 （講談師、2007年4月〜）
- 橋爪功 （俳優、2006年10月〜2007年3月）

## エンディングテーマ
- 蕾〜つぼみ〜（JULEPS）

## ネット局・放送時間
- 2006年10月〜2007年3月 毎週木曜日 20:10頃〜20:20頃
- 2007年10月〜
  - TBSラジオ 毎週月曜日 18:00〜18:15
  - 毎日放送
    - 毎週日曜日 17:45〜18:00（ナイターオフ期間中）
    - 毎週月曜日 20:00〜20:15（ナイター期間中）

  - 中部日本放送 毎週月曜日 20:30〜20:45

その他ネット局（2008年9月終了時点）
- 北海道放送
- 青森放送
- 秋田放送
- IBC岩手放送
- 山形放送
- 東北放送
- ラジオ福島
- 新潟放送
- 信越放送
- 北日本放送
- 北陸放送
- 福井放送
- 山梨放送
- 静岡放送
- 和歌山放送
- 山陰放送
- 山陽放送
- 中国放送
- 山口放送
- 南海放送
- 高知放送
- RKB毎日放送
- 長崎放送
- 大分放送
- 熊本放送
- 宮崎放送
- 南日本放送
- 琉球放送

ナイター中継が行われる場合は、放送時間が変更された。